# Soubey
Soubey és un municipi del cantó del Jura, situat al districte de Franches-Montagnes.